# Ctenopseustis
Ctenopseustis là một chi bướm đêm thuộc phân họ Tortricinae của họ Tortricidae.

## Các loài
- Ctenopseustis filicis Dugdale, 1990
- Ctenopseustis fraterna Philpott, 1930
- Ctenopseustis haplodryas Meyrick, 1920
- Ctenopseustis herana (Felder & Rogenhofer, 1875)
- Ctenopseustis obliquana (Walker, 1863)
- Ctenopseustis servana (Walker, 1863)